# Coup du marteau (chanson)
Clip vidéo
[vidéo] « Coup du marteau », sur YouTube
Coup du marteau est une chanson du beatmaker ivoirien Tam Sir, sortie le 8 décembre 2023. En France le titre est certifié single de platine. La popularité du morceau est telle qu'il devient l'hymne non officiel de la Coupe d'Afrique des Nations 2023.

## Genèse
Le titre Coup du marteau a été créé par le jeune arrangeur ivoirien Tam Sir, âgé de 25 ans, qui s'est entouré de plusieurs jeunes artistes émergents comme Team Paiya, Ste Milano, Renard Barakissa, Tazeboy et PSK. Il a produit une chanson célébrant l'accueil de la Côte d'Ivoire à la CAN 2023. Inspiré par les chants des supporters des Éléphants et le son des vuvuzelas, Tam Sir a fusionné le maïmouna, un rap ivoirien moderne, avec l'énergie du coupé-décalé. Grâce à cette fusion des genres, il a su créer un morceau vibrant et entraînant, reflétant l'esprit de fête et d'unité de la compétition.
Le beamaker confie au journal Jeune Afrique : « À la base, ce n’est pas un son pour la CAN, je voulais faire une chanson pour les fêtes de fin d’année. À Abidjan, faire une chanson qui marche bien en décembre équivaut à un tube d’été en France ou en Europe ».

## Origine du succès
Le succès inattendu de Coup du marteau s'explique par le professionnalisme de sa production, la popularité croissante de ses artistes invités en Côte d'Ivoire, ainsi que par une chorégraphie facile à reproduire.
Le morceau de Tam Sir a également bénéficié d'un avantage temporel. Il a été publié 15 jours avant Akwaba, l'hymne officiel de Magic System, captant ainsi l'attention d'un public impatient. La CAN, initialement prévue pour l'été 2023, avait été reportée à janvier 2024 en raison d'intempéries. Ce phénomène est perçu comme un revers pour la Confédération africaine de football. Celle-ci avait commandé une mini-compilation incluant six chansons de grands artistes, tels que Magic System, Kaaris, Vegedream et Kerozen.

« En misant sur un morceau de rap ivoire et coupé-décalé, 100 % ivoirien, qui réunit plusieurs jeunes artistes en vogue, ça donne un son dans l’air du temps »

— Léo Montaz, anthropologue, spécialiste de l’industrie musicale ivoirienne, Le Monde Afrique.

## Clip
En deux mois le clip réalisé par Thura, a été vu plus de 24 millions de fois sur Youtube. Les artistes chantent : « La Côte d’Ivoire reçoit l’Afrique » suivi par le refrain entraînant « On pousse, on pousse, on pousse ! Coup du Marteau ! Coup de Marteau ! ».
La chorégraphie associée est simple et facilement imitable, contribuant à son immense popularité. En août 2024, le clip franchit la barre des 100 000 000 de vues.

## Accueil commercial
Le 25 avril 2024 le single est certifié disque d'or par le SNEP. Tam Sir a lui-même partagé cette information avec sa communauté sur les réseaux sociaux. Le 17 octobre 2024 le single est certifié disque de platine.

## Accueil du public
La chanson est devenue la danse de célébration de plusieurs équipes de la CAN, après un but ou une victoire. La footballeuse de l'équipe du PSG, Marie-Antoinette Katoto l’a adoptée à son tour.
Après le succès de l'équipe de Côte d'Ivoire face à celle du Nigéria (2-1) lors de la finale de la CAN, le Coup du marteau devient l’hymne de la victoire de l’équipe nationale ivoirienne.

## Classements hebdomadaires
| Classement (2023) | Meilleure position |
| ----------------- | ------------------ |
| France (SNEP)     | 34                 |

## Certification
| Région | Certification | Ventes/Streams |
| --- | ------------- | -------------- |
| France (SNEP)                                                                                             | Platine       | 30 000 000*    |
| *Ventes selon la certification xNon précisé par la certification ‡ventes/streaming selon la certification |               |                |